# Leon Treptow
Leon Treptow (* 22. Mai 1853 in Königsberg, Preußen; † 16. Dezember 1916 in Berlin) war ein deutscher Buchhändler, Schauspieler, Dramatiker und Alpinist.
Er besuchte die höhere Schule zu Freiburg im Breisgau und die Gymnasien in Rostock und Neustrelitz. Er begann eine Ausbildung als Buchhändler und wurde 1875 Schauspieler und versuchte sich seit 1877 als dramatischer Schriftsteller. Seit 1879 lebte er in Berlin. Seine Schwänke und Possen hatten großen Erfolg auf der Bühne. Seine Volksstücke wurden an fast allen Bühnen Deutschlands aufgeführt, viele seiner Stücke sind ins Holländische, Schwedische und Russische übersetzt worden.

## Werke  (Auswahl)
- Schelmenstreiche, oder Fix-fertig-abgemacht! Lustspiel. Pätz, Naumburg 1877. (Digitalisat)
- Wem gehört das Kind? Schwank in einem Akt. Kühling, Berlin 1880.
- Sein Lied. Schauspiel. 1880.
- Quecksilber! Schwank in vier Aufzügen. Kühling, Berlin 1878.
- Ein ehrlicher Makler. Volksstück mit Gesang in 4 Akten. Roeder, Berlin 1880.
- Unser Liebling. (Mensch, ärgere Dich nicht!) Posse mit Gesang. Entsch, Berlin 1880.
- Der Nibelungen Ring. Posse mit Gesang in 4 Akten. Entsch, Berlin 1880.
- Schützenlies’l. Posse, 1886.
- Unter falscher Flagge. Schwank in vier Akten. Entsch, Berlin 1881.
- Alte Herren. Schwank in vier Akten. Entsch, Berlin 1882.
- 20 000 Mark Belohnung. Posse mit Gesang in vier Akten. Entsch, Berlin 1883.
- Jägerliebchen. Posse in vier Akten. 1885.
- Familie Buchholz. Volksſtück in vier Akten. Bloch, Berlin 1885.
- Der Glücksengel, oder: Eine moderne Mascotte. Posse mit Gesang in 3 Acten. Eirich, Wien 1886.
- Sein Steckenpferd. Schwank in vier Akten. Entsch, Berlin 1886.
- Das Paradies. Gefängnisposse. 1886.
- Das fünfte Rad. Posse mt Gesang in vier Akten. Entsch, Berlin 1886.
- Am häuslichen Herd. Lustspiel mit Gesang. Entsch, Berlin 1886.
- Der Rosen-Onkel. Volksſtück mit Gesang in vier Akten. 1887. (Digitalisat)
- Orgelpfeifen. Posse mit Gesang in vier Akten. Bloch, Berlin 1887.
- Drei Grazien. Posse. 1888.
- Flotte Weiber. Gesangsposse in 4 Akten. Couplets von Gustav Görß. Musik von Franz Roth. Entsch, Berlin 1889.
- Die flotten Weiber von Wien. Gesangsposse in vier Akten. Bondi, Wien 1891.
- Der große Prophet. Gesangsposse in vier Akten. Entsch, Berlin 1891.
- Prinz Orlofsky. Der Fledermaus 2ter Theil. Operette in 3 Akten, Text von Leon Treptow. Internationales Verlags-Institut, München 1899.
- Ledige Ehemänner. Lustspiel in 4 Aufzügen. Bloch, Berlin 1900.
- Zur Erinnerung an die 10 jährigen Bestehen der zwanglosen Vereinigung von Hochtouristen der Sektor Berlin 1893-1903. Berlin, 1903
- In vino veritas! Schwank in 3 Akten. Entsch, Berlin 1904.
- Die Regensburger Hütte und ihre Berge. Wegweiser für sämtliche Spaziergänge, Zu- und Übergänge sowie für alle Bergtouren von der Regensburger Hütte. Lindauer, München 1909.
- Die Berliner Hütten im Zillertal. Verlag der Sektion Berlin des Deutschen und Oesterreichischen Alpenvereins, Berlin 1909. (Fünfte vermehrte Auflage, neubearbeitet von L. Grün 1922.)
- Schwarzenstein, Mörchner, Mösele. (Alpine Gipfelführer, Band 20) Deutsche Verlags-Anstalt, Stuttgart 1909